# Nathan Healey
Nathan Healey (Gosford, 27 februari 1980) is een Australische tennisser.
Sinds Healey prof werd in 1998, heeft hij vijf dubbelspel-titels gewonnen. 
In 2006 verdiende hij een wildcard voor de Australian Open, hij stootte door tot de derde ronde, waar hij werd verslagen door de Russische Nikolaj Davydenko in vier sets. Later dat jaar speelde hij in de derde kwalificatieronde op Wimbledon, waar hij werd verslagen door Robert Kendrick. Op 26 juni 2006 was Healey 199e op de ATP Rankings. 
In januari 2007 werd Mark Philippoussis vervangen door Healey nadat de eerste een knieblessure had opgelopen tijdens de Hopman Cup in Perth. Hij verloor een nipte match tegen de Amerikaanse Mardy Fish (7–5, 7–5), maar werkte vervolgens samen met Alicia Molik om het gemengd dubbelspel (6–4, 7–5) te winnen tegen Fish en Ashley Harkleroad. 
Healey is getrouwd met Marnie Heller en woont in Wyomissing, Pennsylvania. 
In augustus 2009 werd hij trainer van tennisspeler en voormalig wereld nummer 1, Lleyton Hewitt; ter vervanging van Tony Roche. Healey trad in augustus 2010 af als coach van Hewitt om familieredenen.
Nathan verhuisde naar Philadelphia om dicht bij zijn familie te zijn, en begon in 2010 te werken met lokale junioren. Hij bracht de Australische zomer door terug in zijn thuisland met zijn katten en won tal van singles- en dubbelspel-titels tijdens zijn "vakantie".